# Юсуф V ибн Ахмад
Юсуф V ибн Ахмад (ум. 1462) — правитель Гранадского эмирата из династии Насридов (1445—1446, 1462).

## Биография
Сын принца Ахмада и внук гранадского эмира Юсуфа II аль-Мустагани (ум. 1392), правившего в 1391-1392 годах.
В 1445 году в Гранадском эмирате возобновилась гражданская война. Началась борьба за власть между эмиром Мухаммадом IX и его племянниками, Абу аль-Хаджаджем Юсуфом и Мухаммадом аль-Ахнафом. Абу аль-Хаджадж Юсуф проживал в изгнании в Кордове, в Мухаммад аль-Ахнаф (Хромой) был наместником в Альмерии.
В январе 1445 года Мухаммад аль-Ахнаф захватил эмирский престол в Гранаде под именем Мухаммада X, свергнув своего дядю Мухаммада IX. В июне того же года под давлением рода Абенсераги и короля Кастилии эмир Мухаммад аль-Ахнаф вынужден был уступить трон Абу аль-Хаджаджу Юсуфу, который принял имя Юсуф V.
В январе 1446 года после шестимесячного правления Юсуф V ибн Ахмад был свергнут с престола Мухаммадом аль-Ахнафом. В начале 1448 года Мухаммад аль-Галиб вновь вернул себе власть в Гранаде, отстранив от власти Мухаммада аль-Ахнафа.
В июле 1462 года гранадский эмир Абу Наср Сад выступил против клана Абенсераги и убил двух членов этого рода в Альгамбре, остальные члены клана бежали в Малагу, где в сентябре того же 1462 года провозгласили новым эмиром Юсуфа V. Между тем, 20 августа испанцы захватили крупный гранадский город-порт Гибралтар. В сентябре испанцы заняли Арчидону. В ноябре 1462 года эмир Юсуф V захватил западные земли эмирата и вступил в Гранаду, изгнав оттуда Абу Насра Сада. Однако уже в декабре того же года Юсуф V скончался, и Абу Нас Саид возвратил себе эмирский трон.